# Chinocimberis magnoculi
Chinocimberis magnoculi is een keversoort uit de familie bastaardsnuitkevers (Nemonychidae). De wetenschappelijke naam van de soort werd in 2006 gepubliceerd door Liu, Ren & Tan.